# George A. Bicknell

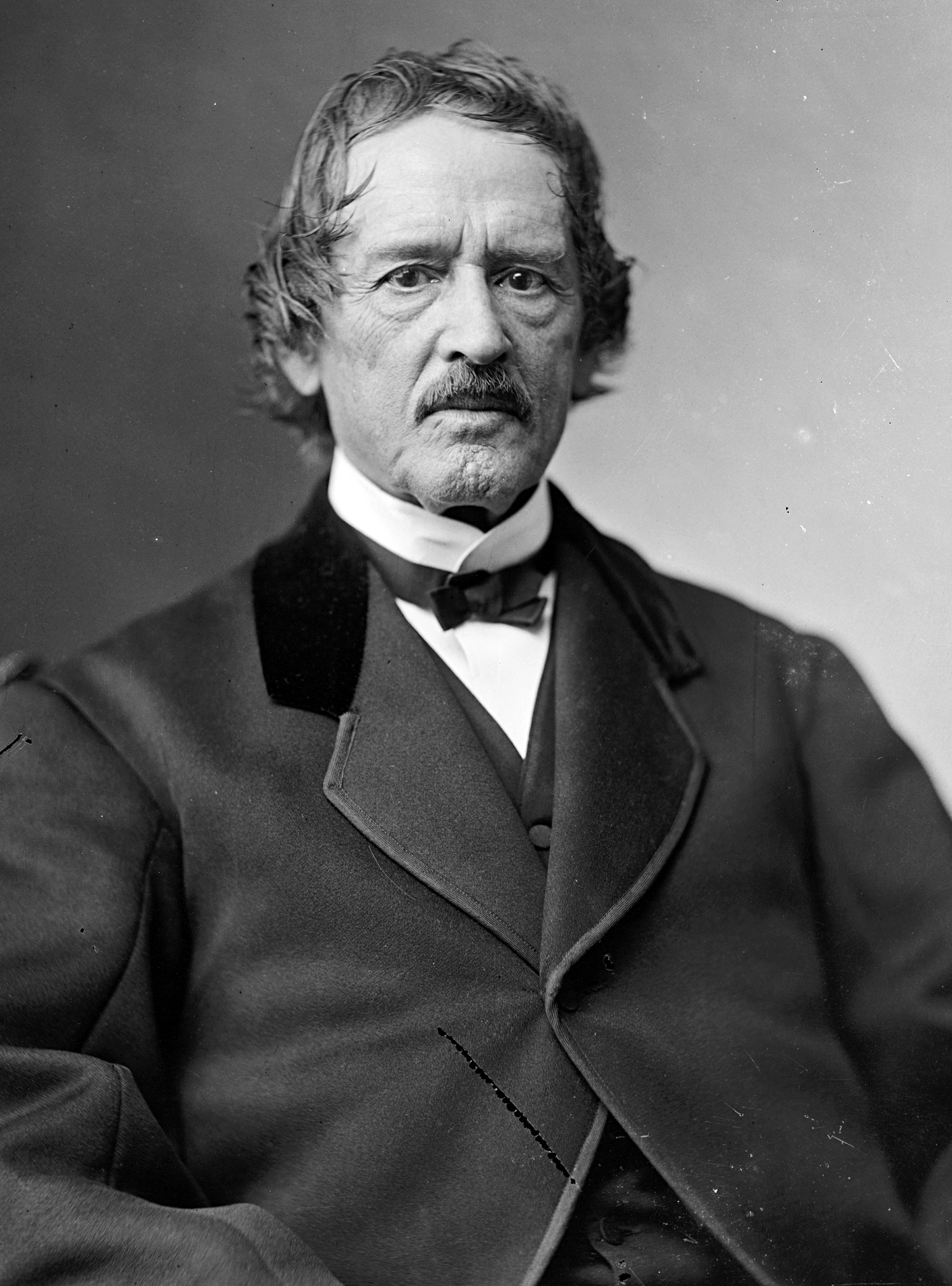
George A. Bicknell

George Augustus Bicknell (* 6. Februar 1815 in Philadelphia, Pennsylvania; † 11. April 1891 in New Albany, Indiana) war ein US-amerikanischer Politiker. Zwischen 1877 und 1881 vertrat er den Bundesstaat Indiana im US-Repräsentantenhaus.

## Werdegang
George Bicknell studierte bis 1831 an der University of Pennsylvania in Philadelphia. Nach einem anschließenden Jurastudium, das er teilweise an der Yale University absolvierte, und seiner 1836 erfolgten Zulassung als Rechtsanwalt begann er in New York City in diesem Beruf zu arbeiten. 1846 zog er nach Lexington in Indiana. Im Jahr 1848 wurde er Staatsanwalt im dortigen Scott County; 1850 war er Staatsanwalt am Bezirksgericht. Ab 1851 war Bicknell in New Albany ansässig. Von 1852 bis 1876 war er Richter im zweiten Gerichtsbezirk von Indiana. In den Jahren 1861 bis 1870 lehrte er gleichzeitig noch das Fach Jura an der Indiana University.
Politisch war Bicknell Mitglied der Demokratischen Partei. Bei den Kongresswahlen des Jahres 1876 wurde er im dritten Wahlbezirk von Indiana in das US-Repräsentantenhaus in Washington, D.C. gewählt, wo er am 4. März 1877 die Nachfolge von Nathan T. Carr antrat. Nach einer Wiederwahl konnte er bis zum 3. März 1881 zwei Legislaturperioden im Kongress absolvieren. Im Jahr 1880 wurde er von seiner Partei nicht mehr zur Wiederwahl nominiert.
Nach seinem Ausscheiden aus dem US-Repräsentantenhaus arbeitete Bicknell zwischen 1881 und 1885 als Berufungsbeauftragter (Commissioner of Appeals) für den Supreme Court of Indiana. Anschließend praktizierte er bis 1889 wieder als Anwalt. Ab 1889 bis zu seinem Tod amtierte er als Richter am Circuit Court of Indiana. George Bicknell starb am 11. April 1891 in New Albany, wo er auch beigesetzt wurde.